# Кляйнхайслер, Ласло
Ла́сло Кляйнха́йслер (венг. Kleinheisler László; род. 8 апреля 1994, Казинцбарцика, Боршод-Абауй-Земплен) — венгерский футболист, полузащитник клуба «Панатинаикос» и национальной сборной Венгрии. Участник трёх чемпионатов Европы (2016, 2020 и 2024). Отличается высокой скоростью и хорошим футбольным интеллектом. За эти качества и рыжий цвет волос он был прозван «венгерским Полом Скоулзом».

## Клубная карьера
В сезоне 2012/2013 Кляйнхайслер выступал во второй лиге в составе «Академии Пушкаша» и был ключевым игроком атаки команды. Он помог команде стать чемпионом западной группы второй лиги, сыграв 27 матчей, забив в них 8 голов и отдав 4 голевые передачи. Успехи футболиста не остались незамеченными руководством материнского клуба «Видеотон». Ещё в январе 2013 года Кляйнхайслер побывал с клубом на тренировочном сборе в Испании, но в весенней части сезона продолжил выступления в составе «Академии».
В июне 2013 года 19-летний Ласло подписал с «Видеотоном» контракт на три года с возможностью продления ещё на год. Главный тренер Тейшейра Гомеш не видел Кляйнхайслера в основном составе клуба, однако в течение сезона Ласло регулярно выходил на замены и полностью сыграл матчи с МТК и «Диошдьёром». В 19 сыгранных матчах сезона 2013/2014 он забил 4 гола и отдал 3 голевые передачи. Кроме того, Кляйнхайслер дебютировал сыграл свои первые матчи в еврокубках, дважды появившись на поле в квалификации Лиги Европы. В июне 2014 года в «Видеотоне» сменился тренер — Гомеш был уволен, а новым главным тренером стал его ассистент, Жоан Каррильо. Для Кляйнхайслера ситуация с местом в составе не изменилась. Он всё ещё не был игроком основного состава, кроме того, травма помешала ему набрать спортивную форму.
В январе 2015 года Кляйнхайслер вернулся в «Академию Пушкаша», которая взяла его в аренду на полгода. Он сразу получил место в стартовом составе своего прежнего клуба, который теперь также выступал в высшей лиге. Вместе с тем по итогам сезона 2014/2015 Ласло стал чемпионом Венгрии в составе «Видеотона», поскольку провёл за команду 11 матчей в победном для неё чемпионате.
После возвращения в «Видеотон» летом 2015 года Кляйнхайслер отказался продлевать истекающий через год контракт и был за это отправлен во вторую команду. 20 января 2016 года Кляйнхайслер перешёл в немецкий «Вердер», с которым подписал контракт на три с половиной года.
13 августа 2016 года Кляйнхайслер был отдан в годичную аренду новичку Бундеслиги, клубу «Дармштадт 98». В январе 2017 года аренда футболиста была досрочно прекращена. На оставшуюся половину сезона Кляйнхайслер был отдан в аренду венгерскому «Ференцварошу». 31 мая 2017 года Ласло вместе с командой выиграл Кубок Венгрии.
20 июля 2017 года Кляйнхайслер был передан в аренду казахстанскому чемпиону клубу «Астана».

## Выступления за сборную
Кляйнхайслер был игроком юношеской сборной Венгрии. В турнирах под эгидой УЕФА он дебютировал 20 сентября 2010 года в матче квалификационного турнира к чемпионату Европы среди юношей до 17 лет против сборной Андорры. В общей сложности за юношескую сборную Ласло сыграл три матча и забил один гол. Также он выступал за сборную юношей до 19 лет, в 2012 году он провёл за неё три матча и забил гол в квалификации к чемпионату Европы. В 2013 году 19-летний Кляйнхайслер дебютировал в молодёжной сборной Венгрии. 10 октября 2014 года он вывел венгерскую сборную на товарищеский матч с молодёжной сборной России в качестве капитана.
12 ноября 2015 года Кляйнхайслер дебютировал в составе взрослой сборной Венгрии в стыковых матчах отборочного турнира чемпионата Европы 2016 против сборной Норвегии. Он вышел в стартовом составе и на 26-й минуте мощным ударом с угла штрафной забил единственный гол в матче. Гол Кляйнхайслера помог венгерской сборной обыграть по сумме двух матчей норвежскую команду и впервые с 1972 года попасть на чемпионат Европы. В мае 2016 года Кляйнхайслер был включён тренером Берндом Шторком в предварительную заявку сборной Венгрии на чемпионат Европы 2016. Два стартовых матча сборной на чемпионате Европы Кляйнхайслер начинал в стартовом составе, в первой игре со сборной Австрии он отметился голевой передачей и был признан лучшим игроком матча. Два следующих матча Ласло провёл на скамейке запасных.

## Статистика
| Выступление        | Выступление         | Выступление      | Лига | Лига | Кубки | Кубки | Еврокубки | Еврокубки | Итого | Итого |
| Клуб               | Лига                | Сезон            | Игры | Голы | Игры  | Голы  | Игры      | Голы      | Игры  | Голы  |
| ------------------ | ------------------- | ---------------- | ---- | ---- | ----- | ----- | --------- | --------- | ----- | ----- |
| Академия Пушкаша   | Вторая лига — запад | 2012/13          | 27   | 8    | 0     | 0     | 0         | 0         | 27    | 8     |
| Видеотон           | Национальная лига   | 2013/14          | 19   | 4    | 4     | 0     | 2         | 0         | 25    | 4     |
| Видеотон           | Национальная лига   | 2014/15          | 11   | 0    | 6     | 1     | 0         | 0         | 17    | 1     |
| Видеотон           | Итого               | Итого            | 30   | 4    | 10    | 1     | 2         | 0         | 42    | 5     |
| → Академия Пушкаша | Национальная лига   | 2014/15          | 12   | 0    | 0     | 0     | 0         | 0         | 12    | 0     |
| → Академия Пушкаша | Итого               | Итого            | 39   | 8    | 0     | 0     | 0         | 0         | 39    | 8     |
| Вердер             | Бундеслига          | 2015/16          | 6    | 0    | 1     | 0     | 0         | 0         | 7     | 0     |
| → Дармштадт 98     | Бундеслига          | 2015/16          | 12   | 1    | 1     | 0     | 0         | 0         | 13    | 1     |
| → Ференцварош      | Национальная лига   | 2016/17          | 10   | 0    | 5     | 0     | 0         | 0         | 15    | 0     |
| Астана             | Премьер-лига        | → 2017           | 4    | 0    | 0     | 0     | 6         | 0         | 10    | 0     |
| Астана             | Премьер-лига        | 2018             | 28   | 0    | 0     | 0     | 14        | 2         | 42    | 2     |
| Астана             | Итого               | Итого            | 32   | 0    | 0     | 0     | 20        | 2         | 52    | 2     |
| Всего за карьеру   | Всего за карьеру    | Всего за карьеру | 128  | 13   | 17    | 1     | 32        | 2         | 177   | 16    |

1. ↑  В графу «Кубки» входят игры и голы в национальных кубках, кубках лиги и суперкубках.
2. ↑  В графу «Еврокубки» входят игры и голы в европейских международных клубных турнирах.